# ترویا گوتو
ترویا گوتو (انگلیسی: Teruya Goto؛ زادهٔ ۱۸ دسامبر ۱۹۹۱) بازیکن راگبی ۷ نفره اهل ژاپن است.